# Збірна СНД з хокею з м'ячем

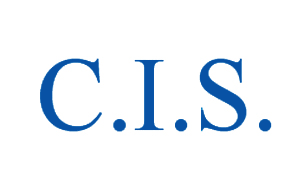
Тимчасовий прапор СНД 1991–1996 років, який використовувався на змаганнях національних спортивних команд СНД на початку 1990-х років.

Збірна СНД з хокею з м'ячем — назва збірної Радянського Союзу з хоккея з м'ячем після розпаду Радянського Союзу в грудні 1991 року.
Команда існувала лише в січні та лютому 1992 року, граючи на турнірах на яких раніше виступала збірна СРСР. Останній виступ відбувся на Кубку Уряду Росії 1992 28 січня – 2 лютого 1992 року, де вона провела матч, зокрема проти національної збірної Росії. З того часу Співдружність Незалежних Держав не має єдиної команди з хокею з м'ячем, оскільки багато держав-учасниць Співдружності створили власні збірні.
Існувала також молодіжна команда Співдружності, яка брала участь у молодіжному чемпіонаті світу 1992 року.